# Toéssin (Gomponsom)
Pour les articles homonymes, voir Toéssin.
Toéssin, parfois orthographié Toécé, est une localité située dans le département de Gomponsom de la province du Passoré dans la région Nord au Burkina Faso.

## Géographie
Toéssin se situe à 12 km au sud-est du centre de Gomponsom, le chef-lieu départemental, à 2,5 km à l'est de Niongnongo et à environ 20 km à l'est de Yako et de la route nationale 2. La commune est traversée par la route régionale 20 reliant Yako à Kaya.

## Économie
L'économie du village est basée sur l'agriculture céréalière et maraîchère permises par l'irrigation en provenance du lac de retenue du barrage Oumarou-Kanazoé, dit également barrage de Toéssin, construit en 1995 à un kilomètre au nord du village sur le cours du Nakambé.

## Santé et éducation
Le centre de soins le plus proche de Toéssin est le centre de santé et de promotion sociale (CSPS) de Niongnongo tandis que le centre médical avec antenne chirurgicale (CMA) de la province se trouve à Yako.
La commune possède une école primaire publique de trois classes.